# Morpeth Town A.F.C.
Morpeth Town AFC là một câu lạc bộ bóng đá có trụ sở tại Morpeth, Northumberland, Anh. Đội bóng hiện thi đấu tại Northern Premier League Premier Division và có sân nhà ở Craik Park.

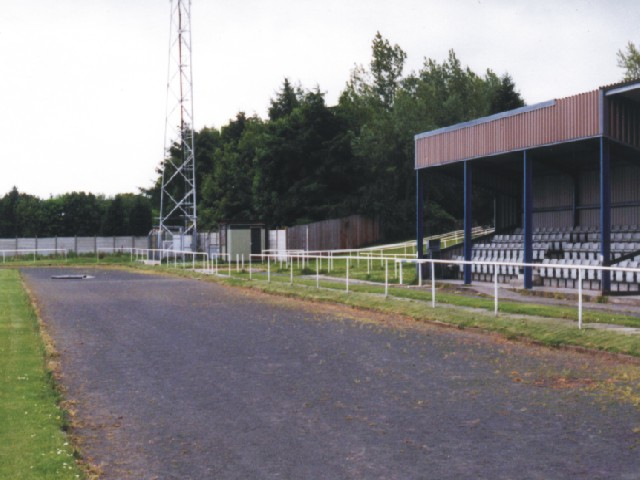
Craik Park

## Danh hiệu
- FA Vase
  - Vô địch mùa giải 2015–16
- Northern Premier League
  - Vô địch Division One East mùa giải 2018–19
- Northern League
  - Vô địch Division Two mùa giải 1995–96
  - Vô địch Cleator Cup mùa giải 2016–17
- Northern Alliance
  - Vô địch các mùa giải 1983–84, 1993–94
  - Vô địch Challenge Cup các mùa giải 1938–39, 1985–86, 1993–94
  - Vô địch Subsidiary Cup mùa giải 1986–87
- Northumberland Senior Cup
  - Vô địch các mùa giải 2006–07, 2018–19
- Northumberland Benevolent Bowl
  - Vô địch các mùa giải 1978–79, 1985–86

## Thống kê
- Thành tích tốt nhất tại FA Cup: Vòng loại thứ tư các mùa giải 1998–99, 2021–22[1]
- Thành tích tốt nhất tại FA Trophy: Vòng năm mùa giải 2021–22[1]
- Thành tích tốt nhất tại FA Vase: Vô địch mùa giải 2015–16[1]